# Petropavlovka (raïon de Djida)
Sagaata
Petropavlovka (en russe : Петропавловка), ou Sagaata (en bouriate : Сагаата, Sagaata), est un village, centre administratif de la commune rurale de Petropavlovka et du raïon de Djida de Bouriatie, en Russie. Sa population s'élevait à 7 264 habitants en 2024.

## Géographie
Le village de Petropavlovka se situe en Bouriatie, une république de Russie située en Transbaïkalie, région de Sibérie orientale à l'est du lac Baïkal. Il fait partie du district fédéral extrême-oriental. Centre administratif du raïon de Djida, un raïon de la république, il est aussi le centre administratif du l'établissement rural de Petropavlovka, une municipalité du raïon,.   
Le fuseau horaire du village est MSK+5 (heure d'Irkoutsk). Le décalage horaire appliqué par rapport au temps universel coordonné est +09:00.  

## Démographie
Recensements (*) et estimations de la population:
| 1959* | 1970* | 1979* | 1989* |
| ----- | ----- | ----- | ----- |
| 2 972 | 5 731 | 7 046 | 8 038 |

| 2002 * | 2010* | 2021* | 2024  |
| ------ | ----- | ----- | ----- |
| 7 688  | 7 451 | 7 438 | 7 264 |